# Mount Repose (Ohio)
Mount Repose es un lugar designado por el censo ubicado en el condado de Clermont en el estado estadounidense de Ohio. En el Censo de 2010 tenía una población de 4672 habitantes y una densidad poblacional de 886,86 personas por km².

## Geografía
Mount Repose se encuentra ubicado en las coordenadas 39°11′21″N 84°13′14″O / 39.18917, -84.22056. Según la Oficina del Censo de los Estados Unidos, Mount Repose tiene una superficie total de 5.27 km², de la cual 5.27 km² corresponden a tierra firme y (0.05%) 0 km² es agua.

## Demografía
Según el censo de 2010, había 4672 personas residiendo en Mount Repose. La densidad de población era de 886,86 hab./km². De los 4672 habitantes, Mount Repose estaba compuesto por el 95.65% blancos, el 0.94% eran afroamericanos, el 0.17% eran amerindios, el 1.67% eran asiáticos, el 0% eran isleños del Pacífico, el 0.34% eran de otras razas y el 1.22% pertenecían a dos o más razas. Del total de la población el 1.67% eran hispanos o latinos de cualquier raza.